# Sabrina Janesch
Sabrina Janesch, född 1985 i Gifhorn, är en tysk författare.

## Biografi
Sabrina Janesch studerade kreativt skrivande och journalistik i Hildesheim och två terminer polska i Kraków mellan 2004 och 2009. 2009 fick hon stipendium från staden Gdansk och var där som stadsskrivare augusti till december.
Hon debuterade 2010 med romanen Kattbergen som utsågs till bästa debutroman i Tyskland. För Kattbergen har hon fått en rad priser, bland annat Anna Seghers-priset och Mara Cassens-priset. 2011 var hon stipendiat i Ledig House i New York. 2012 kom hennes andra roman Ambra ut i Tyskland och därefter har hon gett ut ytterligare två romaner. På svenska finns Kattbergen i översättning av Victoria Johansson Ramirez.

## Priser
- 2010 – Mara Cassens-priset
- 2011 – Nicolas Born-priset
- 2011 – Anna Seghers-priset
- 2017 – Annette-von-Droste-Hülshoff-priset